# Paranecrosaurus
Paranecrosaurus — викопний рід вараноїдних ящерів з еоценових ям Месселя в Німеччині. Він містить один вид, Paranecrosaurus feisti.